# Model podataka
Model podataka, skup međusobno povezanih podataka. Povezani podatci objekte, veze i atribute realnog sustava. Predstavlja skup podataka koji se modelom prikazuju s motrišta stukture, ograničenja i operatora, koji su tri sastavna dijela modela podataka.:8 Model podataka je shematski prikaz međusobnih tipova veza i odnosa svih datoteka (tablica) koji su u relacijskoj podatkovnoj bazi i sastavnicom je projektne dokumentacije.:7 Model podataka stvara se modeliranjem.

## Dijelovi
Struktura modela podataka je skup objekata i veza. Predstavlja statička svojstva realnog sustava i podatke tako što ih razvrstava u vrste objekata i tipove veza među vrstama objekata, skupa s relevantnim svojstvima vrste objekata. :9
Ograničenje modela podatka su strukturni koncepti modela. Predstavljaju statička svojstva realnog sustava. Omogućuju dalje predstaviti podatke razdvajajući dopuštena od zabranjenih stanja skupa podataka preko dopuštenih podataka u okviru jedne vrste objekta i dopuštenih povezivanja među vrstama objekata. :9
Operatori su skup koncepata. Za razliku od strukture i ograničenja koji se odnose na statička svojstva, operatori omogućuju predstaviti dinamičke osobine skupa podataka te da se stanje podataka u podatkovnoj bazi mijenja u skladu s promjenom stanja u realnom sustavu.:9

## Primjena
Modeli se primjenjuju radi:
- administriranja i održavanja relacijske baze podataka
- definiranja složenih upita u operativno-analitičke svrhe
- definiranja upita u dnevno-operativne svrhe
- izrade aplikacijskog rješenja za unos i ažuriranje podataka
- nadopune ili promjene polja – podataka (atributa relacije)
- obrazovanja svih razina korisnika i sistemskih analitičara
- selekcije podataka iz datoteka u svrhu pretraživanja
- usavršavanja i primjene novijih operacijskih sustava
- usavršavanja i učitavanja podatkovnih baza u noviji format (inačicu):7-8